# Hakui, Ishikawa
Hakui (羽咋市 Hakui-shi) là một thành phố thuộc tỉnh Ishikawa, Nhật Bản.